# Pilea hirsuta
Pilea hirsuta är en nässelväxtart som beskrevs av Hugh Algernon Weddell. Pilea hirsuta ingår i släktet pileor, och familjen nässelväxter. Inga underarter finns listade i Catalogue of Life.